# Renault 25
Pour les articles homonymes, voir R25.
La Renault 25 est un modèle d'automobile berline conçu et produit de 1984 à 1992 par le constructeur français Renault sur le segment des routières haut de gamme. Ce modèle de voiture a été utilisé par des dignitaires de l'Ẻtat français (ministres, président de la République) dans les années 1980.

## Description générale
La Renault 25 est une berline 5 portes avec hayon et arrière transformable, positionnée dans le segment E (haut de gamme) du marché automobile européen. Sa ligne originale avec une lunette arrière incurvée dite « bulle », due au styliste Robert Opron, avec la complicité de Gaston Juchet, vise à donner à la 25 l'apparence d'une berline à coffre classique pour vaincre la réticence de la clientèle à l'égard du hayon sur les marchés extérieurs. Elle est l'une des premières voitures conçues dès l'origine pour minimiser la résistance à l'air[réf. nécessaire] et diminuer ainsi la consommation. Le modèle TS détiendra même brièvement le titre officieux de voiture de série la plus aérodynamique du monde avec un Cx (coefficient de pénétration dans l'air) de 0,28.
La gamme n'a jamais comporté de modèle à transmission intégrale (4 roues motrices) et toutes les versions sont à roues antérieures motrices (traction avant). Les moteurs (4 cylindres en ligne ou V6) sont implantés longitudinalement en avant de l'essieu avant.
Toutes les Renault 25 ont été produites à l'usine Renault de Sandouville près du Havre.
La consommation moyenne est de 7 à 13 litres aux 100 km selon les versions. Son freinage est assuré par des disques à l'avant et des tambours à l'arrière (sur les versions 4 cylindres sans ABS) ou des disques à l'avant et l'arrière pour les autres versions. Le double circuit est assisté par servo-frein.
La Renault 25 fait suite aux 20 et 30 et sera, dans sa gamme, suivie par la Safrane.

## Historique
La Renault 25 est présentée le 20 novembre 1983.
À sa sortie en 1984, la R25 représente sur tous les plans un très net progrès par rapport aux Renault 20 et Renault 30 qu'elle remplace. Les performances sont largement au niveau de la concurrence, les V6 turbo donnant même une bonne réplique aux Mercedes-Benz 200-300 et BMW Série 5. Grâce à l'excellente aérodynamique, les consommations sont parmi les plus basses des modèles haut de gamme. Les trains de roulement bien conçus, guéris de la trop grande flexibilité des R20 et R30, offrent un comportement routier vivace et sain, à peine tempéré par une légère tendance au sous-virage et par de nets effets de couple sur les V6 turbo. Le confort de l'habitacle, clair, spacieux et bien insonorisé est de premier ordre même si le dessin résolument moderne de la planche de bord (dû au styliste italien Marcello Gandini, plus connu pour les lignes des Lamborghini) a ses détracteurs. L'équipement est d'une richesse inconnue jusqu'alors sur une voiture française. Il inclut notamment la commande impulsionnelle de la vitre conducteur, la synthèse de la parole et l'une des toutes premières commandes d'autoradio au volant par l'intermédiaire du « satellite ». Sur le papier, la Renault 25 donne à la marque, pour la première fois depuis la Seconde Guerre mondiale, une chance réelle de percer en haut de gamme dans l'Europe entière.
Malheureusement pour Renault, ces ambitions seront anéanties par une qualité de fabrication frisant le catastrophique pendant les trois premières années de commercialisation. La multiplication des pannes (surtout du côté de l'électronique) et défauts d'assemblage en tout genre, combinée à l'attitude désinvolte d'un réseau après-vente qui n'est pas encore « entré en qualité », auront raison de l'intérêt de la clientèle étrangère qui se repliera sur les valeurs sûres venues d'Allemagne. En France, en revanche, le client acquis à la production nationale se montrera plus patient. L'arrivée à la tête de Renault de Georges Besse puis de Raymond Lévy (lequel n'hésite pas, fraîchement arrivé, à déclarer en public que sa Renault 25 de fonction doit passer au garage tous les mois) marquent un tournant en matière de qualité qui remet enfin au grand jour les nombreux points forts de la voiture. S'il est trop tard pour rattraper la situation hors de France, la R25 fera une très belle carrière sur le marché intérieur.

## Renault 25 Limousine

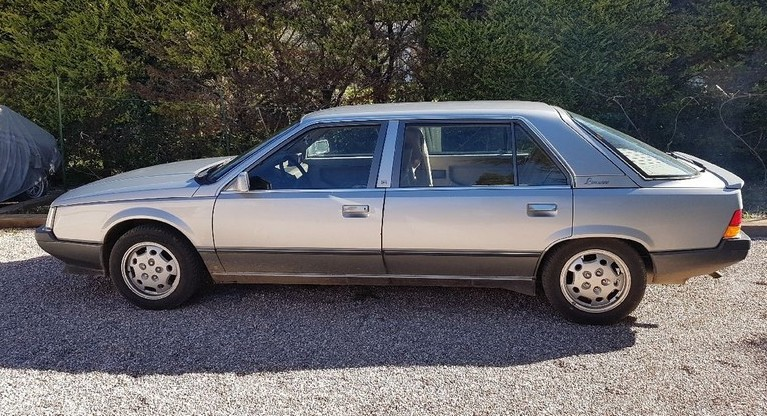
Renault 25 Limousine sur base de phase 1

Une version « Limousine », allongée de 22,7 cm, fut conçue par Heuliez et commercialisée entre 1985 et 1986, notamment adoptée par la Présidence de la République, de gauche, et les ministres du gouvernement. 832 véhicules de cette version ont été produits alors que Renault espérait en vendre environ 9 000.
Les Limousines pouvaient être dotées d'une des 3 motorisations suivantes : V6 Turbo 2,5 l de 182 ch ; V6 atmosphérique 2,7 l de 144 ch ou turbo diesel 2,1 l de 88 ch.
2 niveaux de finitions étaient proposées, l'un avec banquette arrière ou l'autre avec un Pack Exécutive qui offrait 2 fauteuils indépendants à l’arrière pouvant avancer, reculer, et s'incliner électriquement pour voyager, et travailler dans un très grand confort ainsi qu'un range attaché-case. Ce sont des R25 Limousine avec ce niveau de finition Pack Exécutive qui ont été retenues pour les voitures des ministres, ce qui vaudra quelques moqueries vis-à-vis de ces dignitaires de gauche et ce choix de véhicules considérés comme étant de luxe, se substituant aux Citroën des gouvernements gaullistes et aux Peugeot, marque choisie par Valéry Giscard d’Estaing. La R25 présidentielle, était, elle, plus spécifique, sur-mesure et blindée.
Malgré cette mise en avant prestigieuse au plus haut niveau de l'Ẻtat, la R25 Limousine sera un échec, et Renault mettra un terme à sa carrière en 1986, après seulement 2 ans de commercialisation.
Les prix de vente de l’époque:
- V6 injection : 185 200 francs
- V6 Turbo : 228 200 francs
- Turbo DX : 185 200 francs

## 1988 La phase 2; 1990 la phase 3

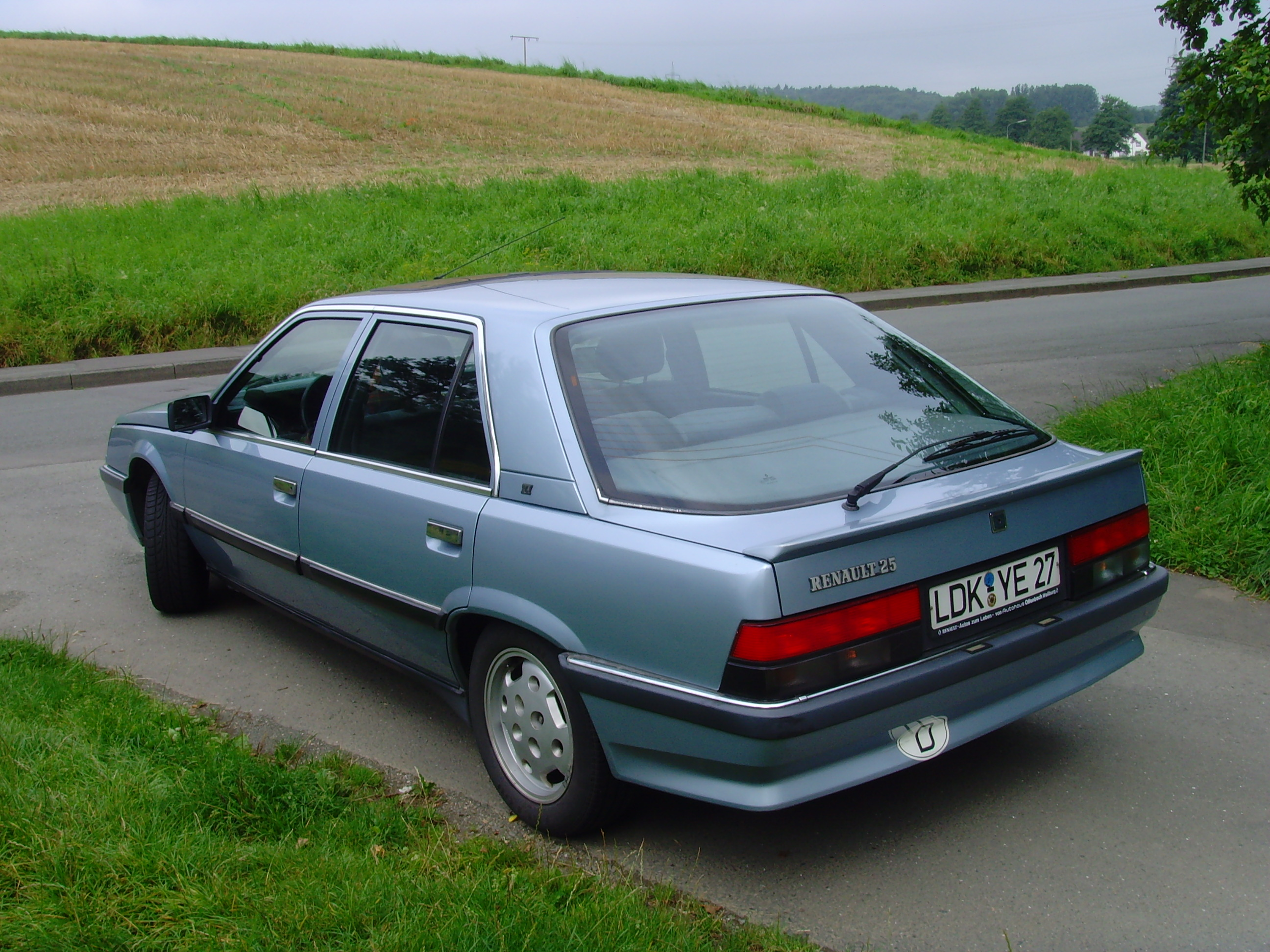
... et arrière phase 2

Le restylage de 1988 (nouvelle face avant, nouveaux feux arrière, nouveaux matériaux intérieurs, train avant légèrement revu) et l'arrivée de motorisations plus puissantes permettront à la Renault 25 de bien résister à l'arrivée des Peugeot 605 et Citroën XM en 1989. La fin de carrière survient en 1992 alors que les ventes se maintiennent encore à un niveau honorable, surtout en 4 cylindres. Vu le succès commercial mitigé (Safrane) ou carrément catastrophique (Vel Satis) des modèles qui lui ont succédé, la R25 s'avère être le haut de gamme Renault le plus réussi de l'après-guerre, avec la révolutionnaire Renault 16.
La Renault 25 a également fait une bonne carrière en occasion dans les années 1990, la bonne résistance de la caisse à la corrosion (une première chez Renault) et la grande robustesse des moteurs 4 cylindres y contribuant. Toutefois, les modèles d'âge avancé peuvent comporter des défauts de rigidité tels que difficultés de fermeture des portières arrière ou des fêlures de pare-brise lors de mises sur cric.
La carrière de la Renault 25 s'arrête le 13 octobre 1992 avec le 780 976e et dernier modèle sorti des chaînes de production. Les versions GTS pour la phase 1 et Turbo D pour la phase 2 furent les variantes les plus vendues.

Très associée au pouvoir socialiste des années 1980, la Renault 25 fut en effet la voiture de fonction favorite des hommes politiques français de gauche de cette période. On a ainsi, à l'époque, évoqué parfois « le gang des R25 » pour désigner les responsables socialistes. Néanmoins, elle fut également appréciée par des personnalités de droite (les R25 Limousine et V6 Turbo Baccara de Jacques Chirac — on le voit, sur une vidéo de l'Ina, venir avec la première au premier conseil des ministres de la nouvelle majorité le 22 mars 1986 et aller voter à bord de la seconde, couleur gris Tungstène, en 1995).
De nos jours, seules certaines versions commencent à présenter un intérêt en collection : les Limousines pour leur rareté, les V6 Turbo Baccara ainsi que quelques séries spéciales. S'il est en bon état, un modèle de couleur rare telle que bordeaux Montmorency, beige Antilope, Noir ou brun Arabica et autres nuances peu répandues, peut s'avérer intéressant à conserver ou acquérir.

## Les miniatures

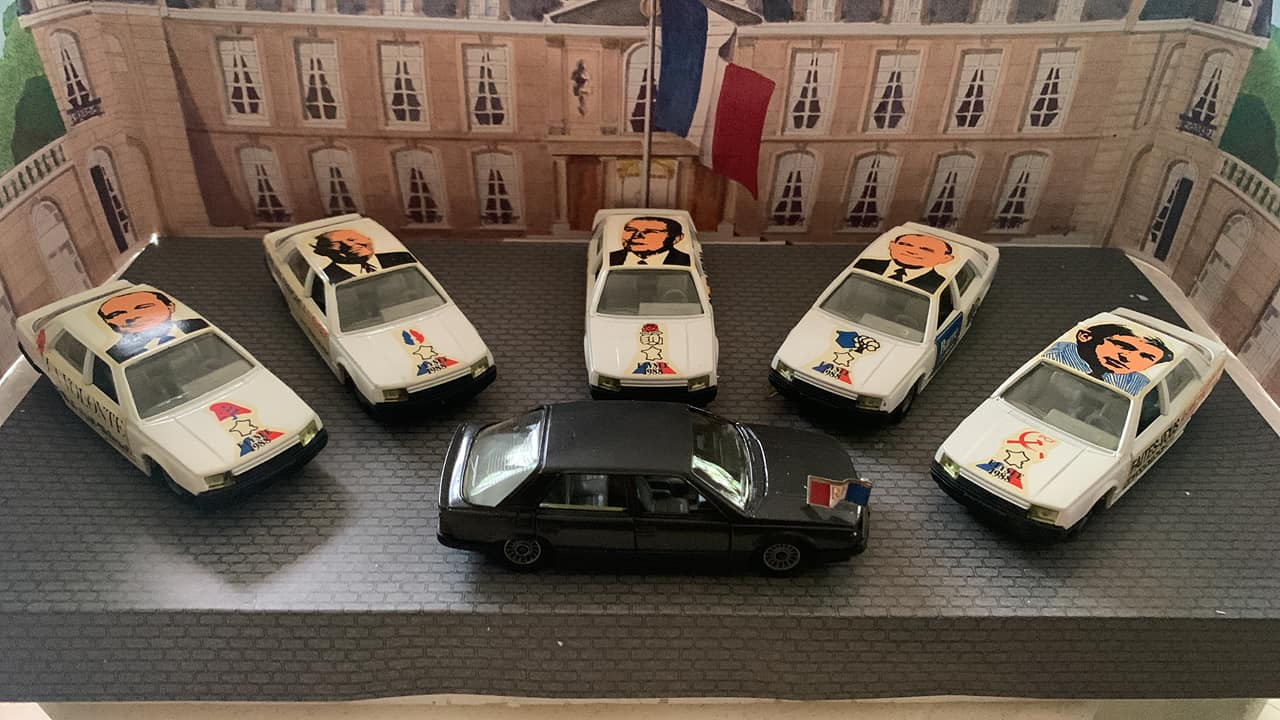
Renault 25 Élysée.

Divers fabricants se sont intéressés à sa reproduction en miniature. Au 1/43, citons Norev, Solido ou encore Ixo. À l'échelle 1/18, le fabricant OttOmobile en a proposé plusieurs reproductions en résine.
En 1988, un coffret de 6 Renault 25 miniatures fut produit par Solido, intitulé « Élysée 1988, aux urnes Citoyens ». Ce fut juste avant l'arrivée des phases 2 à la mi-1988.
Il y en a 5 qui arborent sur le toit l'effigie des principaux prétendants à la présidence et une noire pour le futur élu.
Les principaux candidats qui étaient, rappelons le : François Mitterrand, Raymond Barre, Jean-Marie Le Pen, Jacques Chirac et André Lajoinie.

## Les chiffres de production
Selon l'ouvrage Renault un siècle de création automobile  par année il y en avait eu en nombre d'unités; 
- 119561 en 1984,
- 136972 en 1985,
- 99822 en 1986,
- 95868 en 1987,
- 103445 en 1988,
- 96022 en 1989,
- 70288 en 1990,
- 52367 en 1991,
- 6628 pour 1992

Officiellement il est annoncé un total de 780976 unités, cependant sur le livre Renault un siècle de création automobile ils mentionnent 781264 sans doute en incluant les pré séries remises aux journalistes pour le lancement commercial en 1984 .
- il y a eu en phase 1 une grosse Majorité de Gts 39% environ
- En phases 2 et 3 presque 50% de Turbo D et Turbo Dx

## La gamme
5 niveaux d'équipement :
- Niveau 1 : Modèle de base. Radio 2 × 6 W avec commande au volant en option (conçue spécialement par Philips pour la R25). Projecteurs avant à optiques simples.
- Niveau 2:  Direction assistée, condamnation centralisée des cinq portes, lève-vitres avant électriques en série, protections latérales de bas de caisse.
- Niveau 3 : Ordinateur de bord avec jauge de carburant numérique (modèles essence), vitres teintées, essuie-glace de lunette arrière, jantes en alliage léger de série. En option Radio 4 × 20 W avec commande au volant, ABS et climatisation.
- Niveau 4 : Radio 4 × 20 W, 4 lève-vitres (avec commande impulsionnelle de la vitre conducteur) et rétroviseurs électriques en série, projecteurs avant à optiques doubles. Sur le hayon on trouve un aileron.
- Niveau 5 (Baccara) : Climatisation régulée, intérieur cuir Ambre (marron) de 1988 à 1992 ou Cendre (Gris foncé) et passepoil bleu de 1990 à 1992, ABS, sièges avant réglables à 7 positions, appuie-tête arrière réglables, de série on trouve sur les contre-portes des baguettes en placage de loupe d'orme ainsi qu'un pommeau de levier de vitesses en loupe d'orme massif. En option toit ouvrant et à partir de fin 1990 les suspensions pilotées.

Des motorisations de 64 à 205 ch :
- Les moteurs Essence (en France sauf indication contraire): 
  - « Moteur Douvrin » 2 litres 8 soupapes à carburateur, 103 ch :  TS (Années-Modèles 1984-90, équipement niveau 1) et GTS (A.M. 1984-92, niveau 2). Choix sans supplément d'une boîte mécanique 5 vitesses "courte" (9 CV fiscaux en France, 190 km/h en 5e) ou "longue" (7 CV, 190 km/h en 4e, 187 km/h en 5e).
  - « Moteur Douvrin » 2 litres 8 soupapes injection, 120 ch, 195 km/h : TX (à partir de mars 1987, niveau 2) et TXE (A.M. 1990, niveau 3). Performance : 1 000 m départ arrêté en 31,7 s en 120 ch.
  - « Moteur Douvrin » 2 litres 12 soupapes injection, 140 ch (136 ch en version catalysée), 205 km/h : TI (A.M. 1990-91, niveau 3) et TXI (A.M. 1989-92, niveau 4).
  - « Moteur Douvrin » 2,2 litres 8 soupapes injection, 123 ch puis 126 ch après 09/1986 (110 ch en version catalysée disponible à l'exportation jusqu'en 1992), 195 km/h (191 km/h avec boîte auto 3 rapports et boîte auto 4 rapports en option en 1988), en Phase 2 avec boite 5 NG3 avec embrayage à câble, vitesse de pointe 200 km/h : GTX (A.M. 1984-89 en France, niveau 3 ; A.M. 1990-92 à l'exportation, niveau 4).
  - « Moteur V6 PRV » 2,7 litres 12 soupapes injection, 144 ch, 201 km/h (196 km/h avec boîte auto 3 rapports) : V6 Injection (A.M. 1984-87, niveau 4).
  - « Moteur V6 PRV » 2,8 litres 12 soupapes injection (manetons décalés permettant de rétablir un cycle d'allumage régulier), 160 ch (153 en version catalysée), 210 km/h (205 en boîte auto 4 rapports). Modèles TX V6 (A.M. 1990-91, niveau 3), V6 Injection (A.M. 1988-92, niveau 4), et Baccara V6 Injection (A.M. 1988-91, niveau 5).
  - « Moteur V6 PRV » 2,5 litres turbo injection 12 soupapes, 182 ch, (A.M. 1985-90, niveau 4 plus calandre, jantes et volant spécifiques). Turbo Garrett T3 refroidi par eau à partir de 1987, pression de suralimentation 0.75 bar, puissance réelle entre 188 et 194 ch (vérifiée sur banc). Performances au meilleur niveau européen de l'époque dans ce segment : 28,5 secondes aux 1 000 m départ arrêté et 227 km/h.
  - « Moteur V6 PRV » 2,5 litres turbo injection 12 soupapes catalysée, 205 ch, Turbo Garrett T3 à faible inertie de dernière génération, suralimentation pilotée, pression maxi 0.87 bar, arbres à cames différents, ouverture supérieure des soupapes, régime maxi augmenté de 500 tr/min, soit 6000 tr/min, sonorité rageuse, et souplesse améliorée. Puissance réelle 210 ch (vérifiée sur banc). Performances : 28 secondes aux 1 000 m départ arrêté et 236 km/h : V6 Turbo (A.M. 1990-92, niveau 4) et Baccara V6 Turbo (A.M. 1990-92, niveau 5).

- Les moteurs Diesel (en France sauf indication contraire) :
  - « Moteur Douvrin » 2,1 litres, 8 soupapes atmosphérique, 64 ch en phase 1 puis 70 en phase 2 >> 155 km/h en PH1 et 165 km/h en PH2 selon les catalogues commerciaux de l'époque : TD (A.M. 1984-90, niveau 1) et GTD (A.M. 1989-92, niveau 2)[7].
  - « Moteur Douvrin » 2,1 litres, 8 soupapes turbocompressé avec échangeur air/air, jets d'huile sur les cylindres, 85 ch, 172 km/h : Turbo-D (A.M. 1984-92, niveau 3) et Turbo-DX (A.M. 1984-92, niveau 4)[8].

### Couleurs d'époque

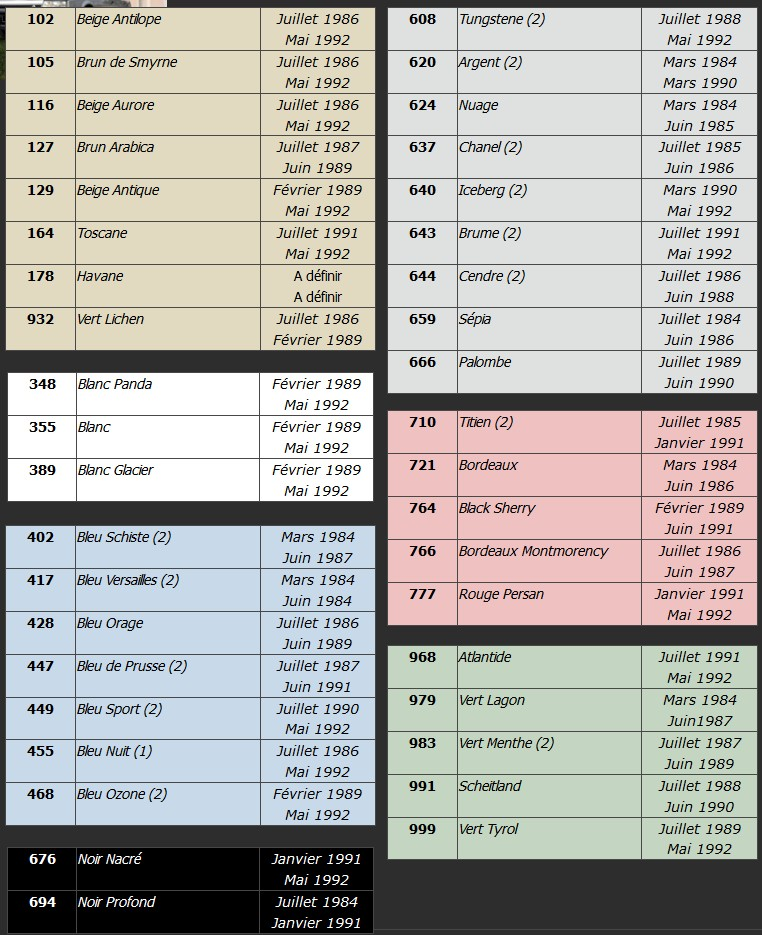
Les teintes Source "le Club Renault 25 Français"

À son lancement la R25 était proposée en Gris Nuage 624, Sépia 659 (beige tirant sur le violet), Beige Aurore 116, Rouge Bordeaux 721, Bleu Schiste 402, Gris Argent 620 , Noir Profond 694 et Vert Lagon 979. Cette dernière était la plus prisée avec le gris Argent et le Sépia sans oublier le Blanc 355. En 1985 le rouge Titien est apparu d'abord sur la V6 Turbo puis sur le reste de la gamme au millésime 1986, se sont ajoutés le Chanel à la place du Sépia, le Cendre qui a remplacé le Nuage, arrivèrent au millésime 1987 le Bleu Orage, le Beige Antilope, le Bordeaux Montmorency 766 pour remplacer le 721, et pour l'année modèle 1988 le Brun Arabica, le Vert Menthe qui a supplanté le Lagon, Le Bleu de Prusse a la place du Schiste et le Tungstène à la place du Cendre et un Beige Alpaga 109 apparut. Sur la PH2 les modifications furent mineures dans l'offre de Coloris, le gris Palombe, le Beige Antique et le Bleu Ozone, ainsi que le Vert Tyrol apparurent de l'automne 1988 a 1990. Pour les deux dernières années de commercialisation le Persan remplace le Titien, l'Iceberg prend la place du gris argent et le Blanc Panda est supplanté par le Blanc Glacier.

### Séries spéciales
La Renault 25 a connu de nombreuses séries spéciales, notamment en fin de production, proposant des rapports prix-équipements intéressants :
En France :
- ABS  (juin 1986) : la Régie lance la production de 1500 version GTX avec option ABS, jantes en alliage léger à 5 fixations, rétroviseurs ton caisse, monogramme "ABS" sur le hayon, côté droit et volant 3 branches type "V6 Turbo" avec monogramme "ABS". La teinte disponible était Havane. En février 1987, Renault lance la production de 1500 modèles supplémentaires, la teinte "Cendre" s'ajoutant au catalogue. Cette série fut lancée pour fêter la 300 000e Renault 25 sortie en à peine 2 ans (alors que les R20 et R30 avaient mis 8 mois de plus environ)
- Manager (mai 1987) : la série Manager est produite à 4 000 unités en version GTS, TX et GTD avec condamnation des portes à distance ("Plip"), volant cuir, vitres teintées, becquet ton caisse, essuie-glace arrière, intérieur en velours bleu. Les teintes disponibles étaient : Bleu Orage et Gris Argent  avec un filet latéral bicolore avec l'inscription "Manager".

La production est relancée de 3 500 exemplaires en mars 1988 et étendue aux versions Turbo-D, avec rétroviseurs ton caisse, et la teinte Bleu          Orage est supprimée pour laisser place aux teintes Gris Tungstène et Brun Arabica, intérieur en velours bleu ou beige.
- Fairway (septembre 1987) : série spéciale basée sur les versions TX, GTX et V6 Injection avec projecteurs doubles (V6 Injection), accoudoirs en cuir, vitres teintées, essuie-glace arrière et volant cuir. La V6 Injection se voit dotée d'une calandre à encadrement chromé et son logo décentré. Une teinte est disponible : Bleu de Prusse. La série Fairway est réactualisée en février 1990, sur les versions TX, TXE, TI, TXI, TX V6 et Turbo-D. Les antibrouillards à l'avant sont de série et les teintes de la série Camargue sont disponibles. La Fairway est déclinée en Italie sous le nom "Limited", et en Grande-Bretagne sous le nom "Monaco".
- Auteuil (mars 1989) : série basée sur les versions TS et TD avec direction assistée, vitres teintées. Les teintes disponibles sont le Bleu Ozone, le Beige Antique et le Vert Menthe avec filet bicolore violet et or, ou bien le Bleu de Prusse, le Brun Arabica et le Gris Tungstène avec filet bicolore vert et or. Un marquage "Auteuil" est apposé sur le hayon, côté droit.
- Meribel (septembre 1990) : disponible pour les versions GTS, TX, TI, TX V6, GTD et Turbo-D. Système ABS de série, jantes "Galaxie" 7 branches en alliage léger, rétroviseurs ton caisse. Logo "Meribel" apposé sur le hayon, côté droit.
- Camargue (octobre 1990) : disponible pour les versions GTS, TX, TX V6, GTD et Turbo-D avec accoudoirs de porte habillés, jantes "Galaxie", vitres teintées et rétroviseurs ton caisse, antibrouillards à l'avant. Les teintes disponibles sont le Beige Antique, le Bleu de Prusse, le Bleu Ozone, le Gris Tungstène, le Gris Argent, le Rouge Titien et le Vert Tyrol, avec un filet latérale or ou bleu, signature "Camargue" sur les portes arrière.
- Beverly (février 1991) : sur versions GTS, TX, TI, GTD et Turbo-D avec jantes "Galaxie", antibrouillards à l'avant, rétroviseurs ton caisse et planche de bord imitation cuir. Les teintes disponibles sont le Bleu Ozone, le Gris Tungstène, le Gris Iceberg, le Rouge Persan le Vert Tyrol. Un badge "Beverly" ets apposé sur le hayon, côté droit.
- Courchevel (à partir de juillet 1991) : toutes les Renault 25 versions GTS, TX, GTD et Turbo-D sont dotées d'antibrouillards à l'avant, de jantes "Galaxie" (sauf GTS et GTD), et d'une planche de bord imitation cuir. Un badge "Courchevel" est apposé sur le hayon, côté droit. Certaines options sont supprimées sur les versions GTS et GTD.
- Olympique (novembre 1991) : à l'occasion des Jeux olympiques d'hiver de 1992 à Albertville en Savoie, Renault lance une ultime série spéciale, tirée à 300 unités. Sur une base de TXI, la voiture affiche une carrosserie Blanc Glacier, des jantes "Galaxie" peintes en blanc et un badge "Albertville 92" accompagné du logo des J.O. sur le hayon côté gauche. L'habitacle se distingue par ses sièges en cuir gris clair avec jonc de finition Bleu Électrique, ainsi que la climatisation régulée.

À l'étranger :
- Manoir : produites pour les Pays-Bas en "Phase 2" uniquement, cette série spéciale n'apporte que peu à la voiture, si ce n'est des antibrouillards à l'avant, des vitres avant électriques et "Plip". Les teintes disponibles sont le Beige Antique, le blanc, le Bleu de Prusse, le Bleu Ozone, le Gris Tungstène, le Gris Argent, le Rouge Titien et le Gris Cevennes avec un filet latéral jaune et violet et l'inscription "Manoir" sur les portes arrière.
- Monaco : Série limitée aux Pays-Bas, en Grande-Bretagne[9] et en Belgique pour quelques modèles, sur base GTS (depuis l'été 1986) ou TX après février 1987. Cette édition recevait une sellerie cuir beige, un béquet ton carrosserie, les vitres teintées, les rétroviseurs ton carrosserie et un volant gainé cuir. Elle fut proposée en couleur Brun Havane remplacé par le Brun Arabica sur les dernières phase 1 et phase 2. Sa dénomination en Allemagne était Exclusiv et elle ne fut disponible qu'en version 2.2 Douvrin à pot catalysé, sous la dénomination TX[10].

### Renault 25Baccara

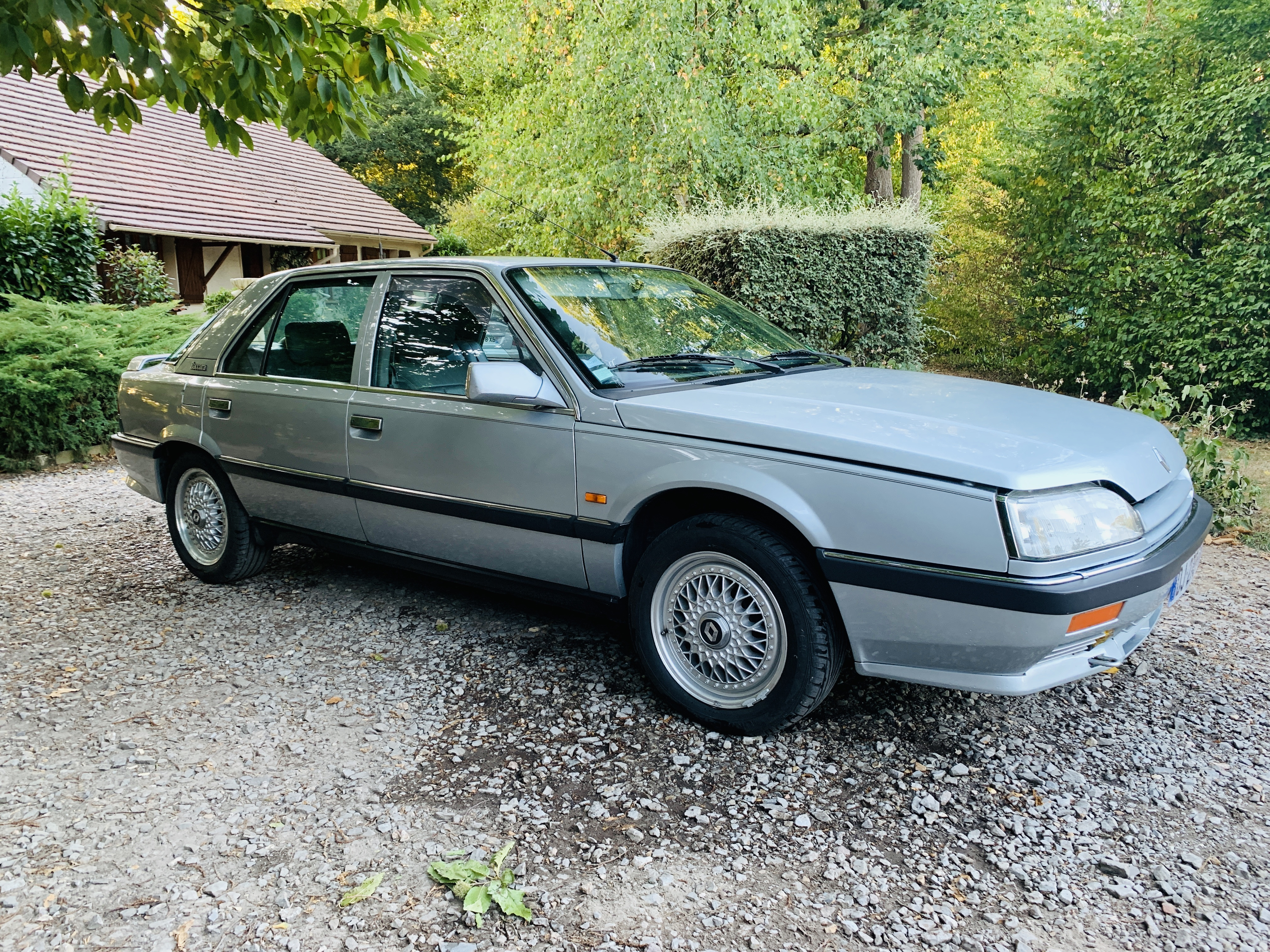
R25 V6 Turbo Baccara, jantes BBS
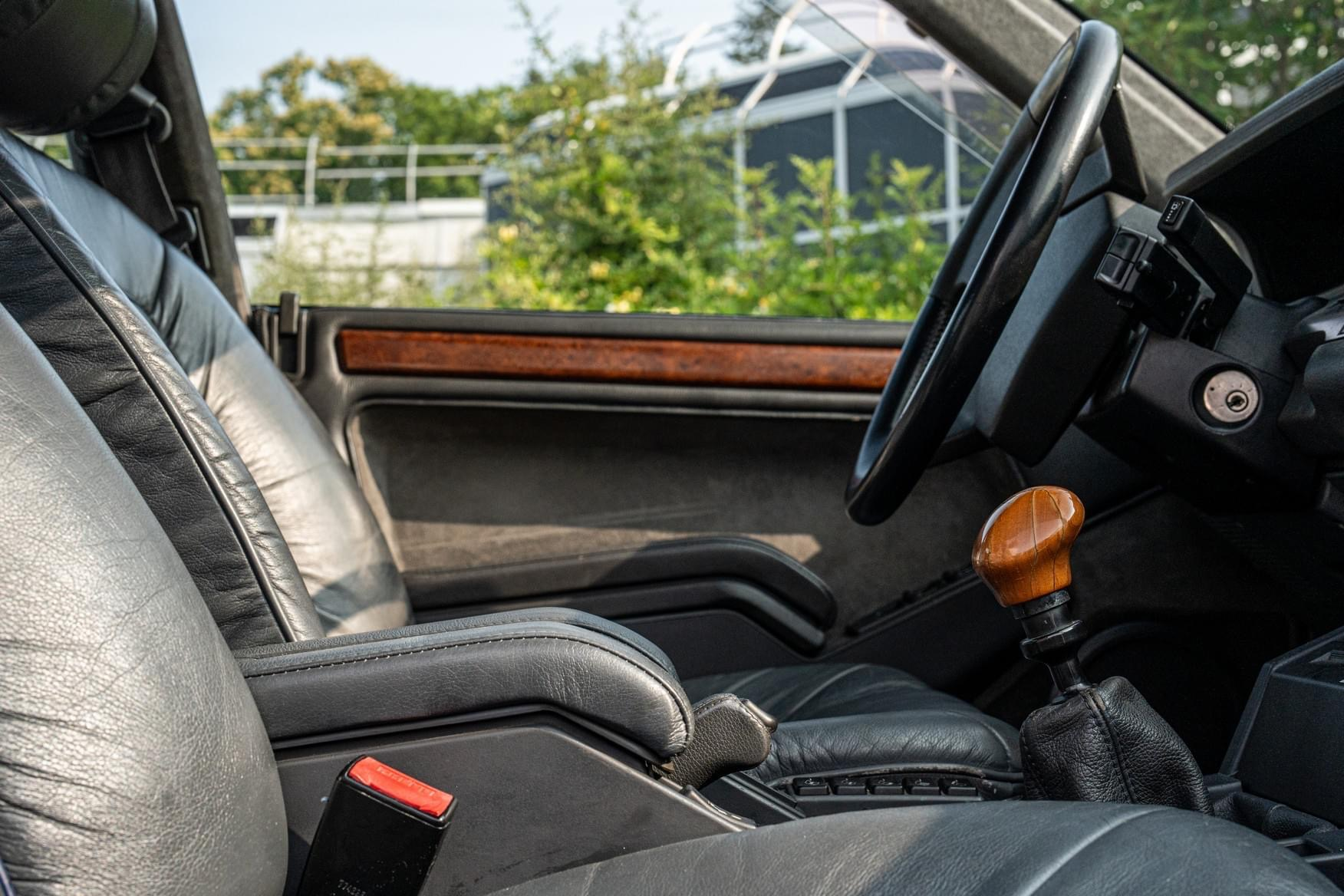
Bois Loupe d'orme

Sur les phases 2 en octobre 1988, une finition particulièrement luxueuse est disponible sur les versions V6 atmosphérique : la Baccara (du jeu de cartes popularisé dans la série de films "007"), avec les sièges en cuir de couleur Ambre uniquement.
Fixé sous la plage arrière du coffre on découvrira la valise en cuir reprenant la couleur de la sellerie d'habitacle, pour ranger soigneusement les costumes.
Un aileron et des jantes en alliage léger de type Turbine avec l'inscription "Baccara" 
En option toit ouvrant 
Sur les phases 3 à partir d'avril 1990, c'est-à-dire avec l'apparition de  la norme antipollution Euro 1 devenant donc catalysées, cette finition sera étendue aux versions V6 Turbo qui auront également une nouvelle gestion électronique du turbo entre autres. Ainsi les V6 Turbo verront leur puissance passer de 182 à 205 cv, et les V6 atmosphérique passeront de 160 à 153 cv.
Les Baccara phase 3 proposent de série : ABS, lève-vitres électriques avant et arrière, climatisation à régulation automatique, régulateur de vitesse uniquement pour les V6 atmosphérique (les V6 turbo non pas de régulateur de vitesse), repose-têtes réglables en hauteur, housse en cuir pour vêtements sous la plage arrière, des sièges en cuir de couleur Ambre ou Cendre exclusivement, le pack "Ergomatic" (avec coussins gonflables pour les sièges avant, mémorisation et réglage électrique des positions de siège conducteur), les portes, les montants et le pavillon reçoivent un garnissage en alcantara, bandeau de portes et pommeau de levier de vitesse sont en véritables loupe d'orme, le volant 3 branches cuir signé "Baccara". La planche de bord est imitation cuir.
Un aileron et des jantes en alliage léger de type Galaxy polis pour les V6 atmosphérique et des jantes BBS à rayons sur V6 Turbo, ainsi que le monogramme "Baccara" sur les montants de custodes et le hayon font leur apparition.
En option toit ouvrant et à partir de fin 1990 les suspensions pilotées.
Les cuirs étaient élaborés dans l'ancienne tannarie Costil à Pont Audemer dans l'Eure (27) 
Les teintes disponibles sont Brun Arabica, Gris Tungstène, Bordeaux Black Sherry", toutes agrémentées d'un double filet latéral couleur or. D'autres couleurs comme le Vert Tyrol 999, le Bleu de Prusse 447, le Noir 676 et le rouge Persan 777 sans oublier le Bleu Sport 449 pour la Turbo furent proposées quasiment jusqu'à la fin de commercialisation[réf. nécessaire].

### Renault 25 "Sologne"
Version break de chasse.

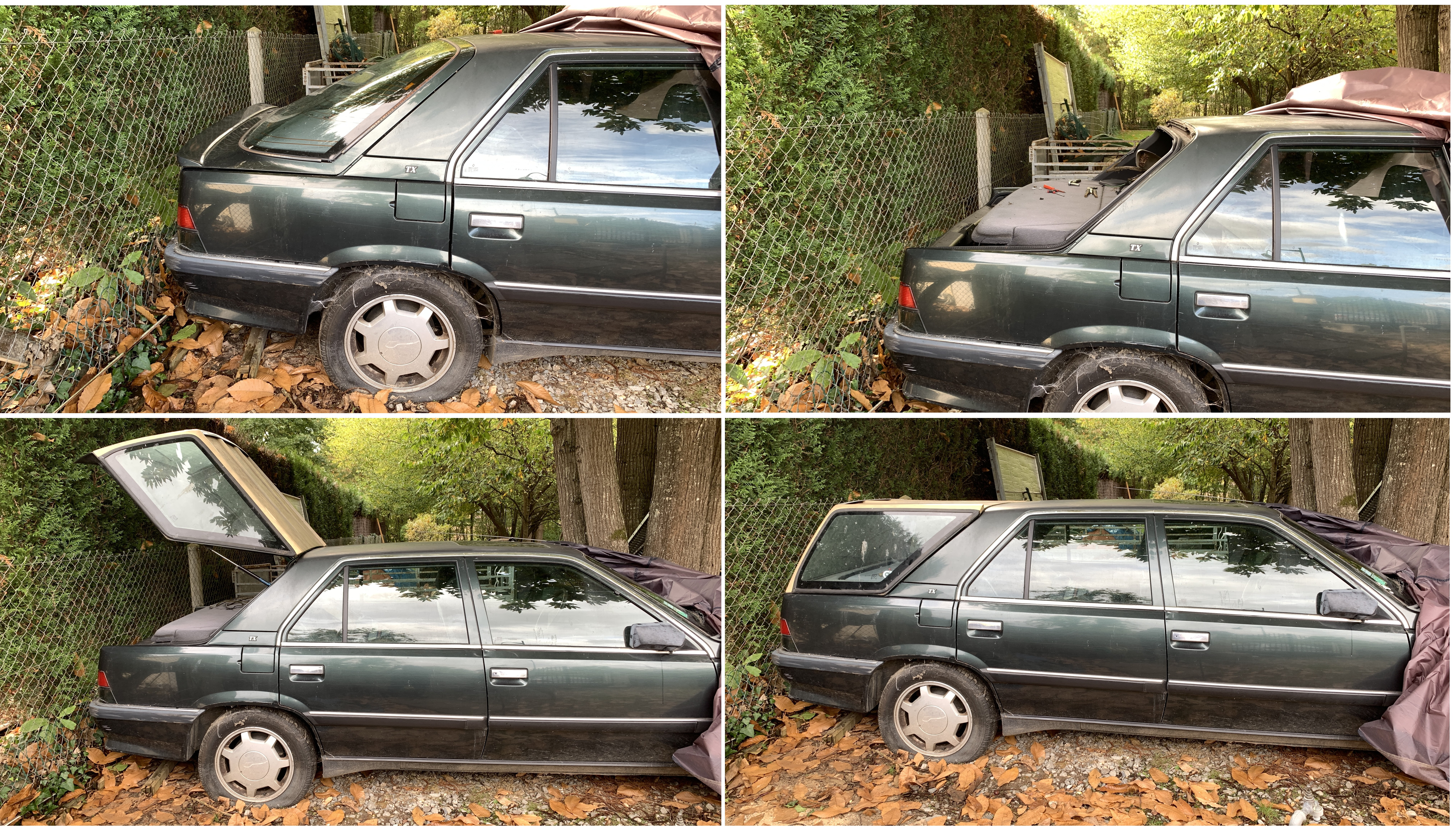
Renault 25 avec le Kit EBS'.

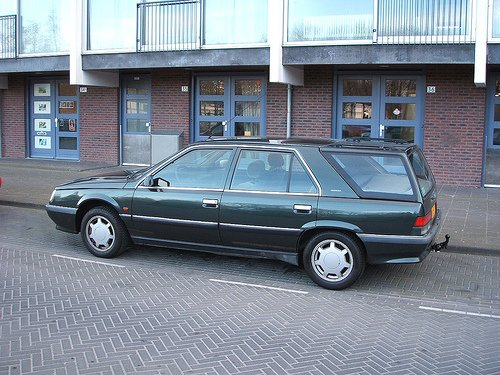
Renault 25 Break EBS.

Un projet de break de la société Heuliez basé sur la limousine fût proposé à Renault qui le refusa.
Un kit de la société belge EBS (Ernest Berg Systemes) qui a aussi réalisé la R25 Cabriolet, permettait de transformer rapidement une Renault 25 avec un hayon en Renault 25 "break de chasse"
Cette transformation en break de chasse était réalisé à la demande en une journée moyennant 10 000 francs.
Mais la version "Sologne" n'a jamais existé qu'en image numérique.

### Dérivés
La Renault 25 a partiellement servi de base à la Renault Premier (devenue Eagle Premier et Dodge Monaco après la vente des actifs américains de Renault à Chrysler en 1987) aux États-Unis. La Premier reprenait les portes et certains organes mécaniques de la 25 sur une plate-forme de Renault 21 (châssis et suspension).

## Club
De par le monde, il existe plusieurs clubs concernant cette auto notamment en France "Club Renault 25 Français." club officiel, association loi de 1901.
Disponible dans leur boutique, le club Renault 25 français fait refabriquer un grand nombre de pièces pour entretenir les Renault 25 .